# 瓦朗坦·龍吉耶
瓦朗坦·龍吉耶（法語：Valentin Rongier；1994年12月7日—）是一名法國職業足球員，目前效力於法甲球隊雷恩。

## 榮譽

### 個人
- UNFP法甲最佳陣容 : 2022–23[3]

## 外部連結
- 瓦朗坦·龍吉耶在（英文）